# 非流通股股东
非流通股股东是中国股市的特有概念，指“非流通股”的持有人。在中国股市中，非流通股包括国有股和法人股。其中“国有股”包括国家股和国有法人股，“法人股”包括中资发起人股、社会法人股、外资发起人股。
股权分置改革的核心工作是使非流通股股东对流通股东做出违约补偿（对价补偿），以换取其持有的本不流通的股份“流通”的权利。